# Cuisine azerbaïdjanaise
 (mai 2017).
Si vous disposez d'ouvrages ou d'articles de référence ou si vous connaissez des sites web de qualité traitant du thème abordé ici, merci de compléter l'article en donnant les références utiles à sa vérifiabilité et en les liant à la section « Notes et références ».
La cuisine azerbaïdjanaise (en azéri : Azərbaycan mətbəxi) ne comprend pas que la préparation des repas, mais elle synthétise aussi la culture culinaire, son histoire, et ses habitudes.
Le climat joue un rôle important dans la formation de la cuisine et l’Azerbaïdjan possède neuf zones climatiques.
La variété de la cuisine azerbaïdjanaise a été appréciée par les étrangers. Le voyageur anglais du XVe – XVIe siècle Anthony Jenkinson écrit que pendant le dîner au palais d’Abdullah Khan Oustachli (en), comme entrée, on a servi 140 plats régionaux et 150 plats principaux.

## Histoire
La cuisine azerbaïdjanaise est célèbre pour les légumes et les herbes utilisés saisonnièrement dans la vaisselle. Les herbes fraîches, y compris la menthe, la coriandre, l'aneth, le basilic, le persil, l'estragon, le poireau, la ciboulette, le thym, la marjolaine, l'oignon vert et le cresson sont très populaires et accompagnent souvent les plats principaux. La mer Caspienne abrite de nombreuses espèces comestibles de poissons, y compris l'esturgeon, le saumon de la mer Caspienne, kutum (en), sardines, muges et d'autres.
L'un des plats les plus réputés de la cuisine azerbaïdjanaise est le couvert de riz au safran, servi avec des herbes et des légumes variés, une combinaison totalement distincte de celle trouvée dans les Ouzbek plovs. La cuisine azerbaïdjanaise comprend plus de 40 recettes de plov différentes. D'autres plats principaux comprennent une grande variété de kebabs et chachlyks, y compris d'agneaux, de bœuf, de poulet, de canard et de poisson (baliq). Les fruits secs et les noix sont utilisés dans de nombreux plats. Les condiments traditionnels sont le sel, le poivre noir, le sumac, et surtout le safran, cultivé au pays sur la péninsule d'Absheron.
Le thé noir est la boisson nationale, et il est bu après avoir mangé. Il est également offert aux invités comme un geste d'accueil, souvent accompagné de confiture.

## Collations légères
La cuisine azerbaïdjanaise a un certain nombre de collations légères et des plats d'accompagnement pour ouvrir ou accompagner les repas principaux : une assiette de feuilles vertes aromatiques appelées goy, des morceaux de tchorek (pain), choban (tomate et concombre salade), et parfois du fromage blanc ou qatik (yaourt acide).
Les collations froides sont généralement servies séparément des boissons.

## Plats
Les notes des voyageurs étrangers visitant l’Azerbaïdjan montrent que l'on y cultivait le blé, le riz, le sésame, la betterave, la vigne, les pommes, le tabac, le coton, le coing et produisait de la viande (surtout ovine), du caviar et pratiquait la pêche. Y.D. Angabadzé et N.Q. Volkova dans leur livre L’Ancien Tiflis écrivent : « Les Azerbaïdjanais apportaient des fromages qu’ils vendaient aux marchés de Tiflis. La truite de Goydjé est très délicieuse. »
Les noms des repas trouvent leurs origines dans la technique de leur préparation et rappellent les régions d’où ils viennent.
Dans la cuisine azerbaïdjanaise, la viande bovine et de mouton est très utilisée. Les archives prouvent[Lesquelles ?] que la viande de cheval et celle de chameau étaient aussi utilisées. Les Azéris préfèrent la viande des animaux de montagne. On utilise aussi la graisse, les abats et les tripes des animaux dans la cuisine azerbaïdjanaise.
Grâce à la variété des fleuves et des rivières, la cuisine azerbaïdjanaise contient beaucoup de plats de poisson, dont la truite et le sandre qui sont servis avec un condiment de prunes acides (alça) ou du narsharab (sauce au jus de grenade concentré).
Les œufs sont très utilisés dans cette cuisine. Les omelettes aux œufs (sebzi kuku), le poulet aux œufs (çığırtma) sont des mets courants très appréciés.
Les Azéris aiment utiliser les produits laitiers dans leur cuisine :  sharbat, dovğa, doğramac, ayranaşı. Différentes sortes de pain comme lavach, yuxa, sengah, xamrali, tendir coreyi, décorent les tables azerbaïdjanaises.
Les pâtes occupent une place importante dans la cuisine azerbaïdjanaise. Dans la cuisine azerbaïdjanaise, les repas préparés avec la farine comme duchbéré, gurzé, horra, xechile ou xengel sont plutôt mangés en hiver.

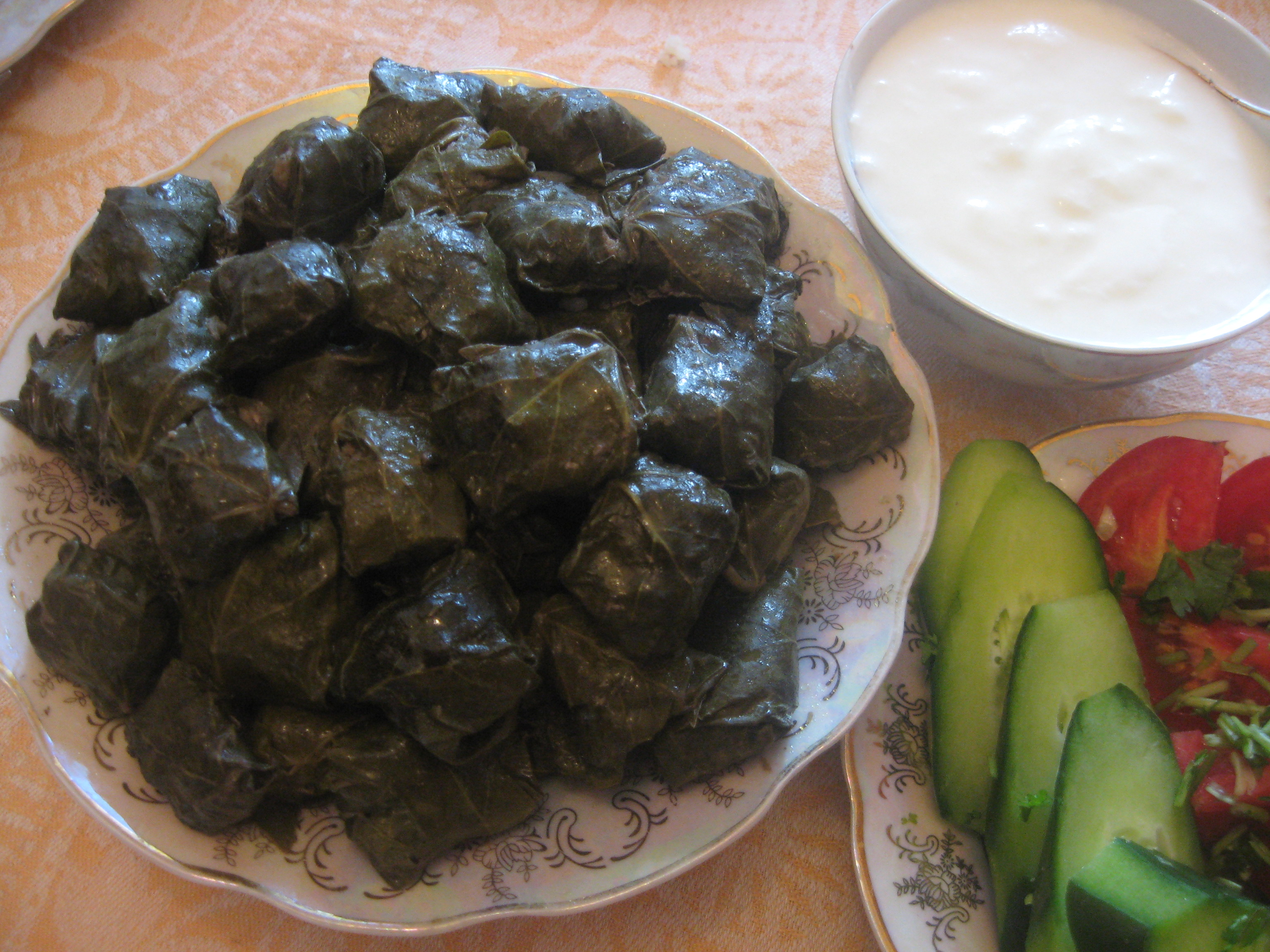
Dolma.
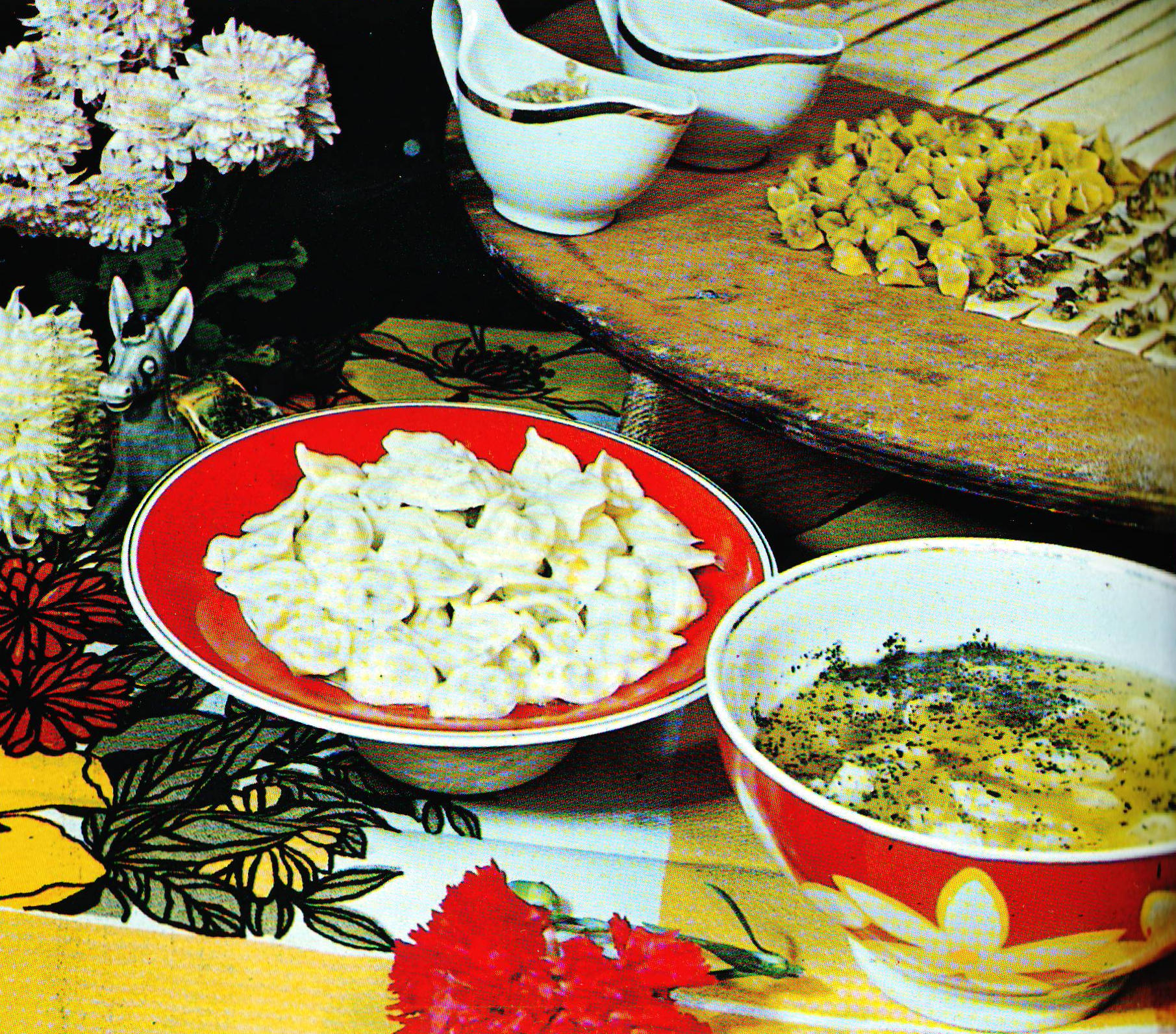
Duchbara.
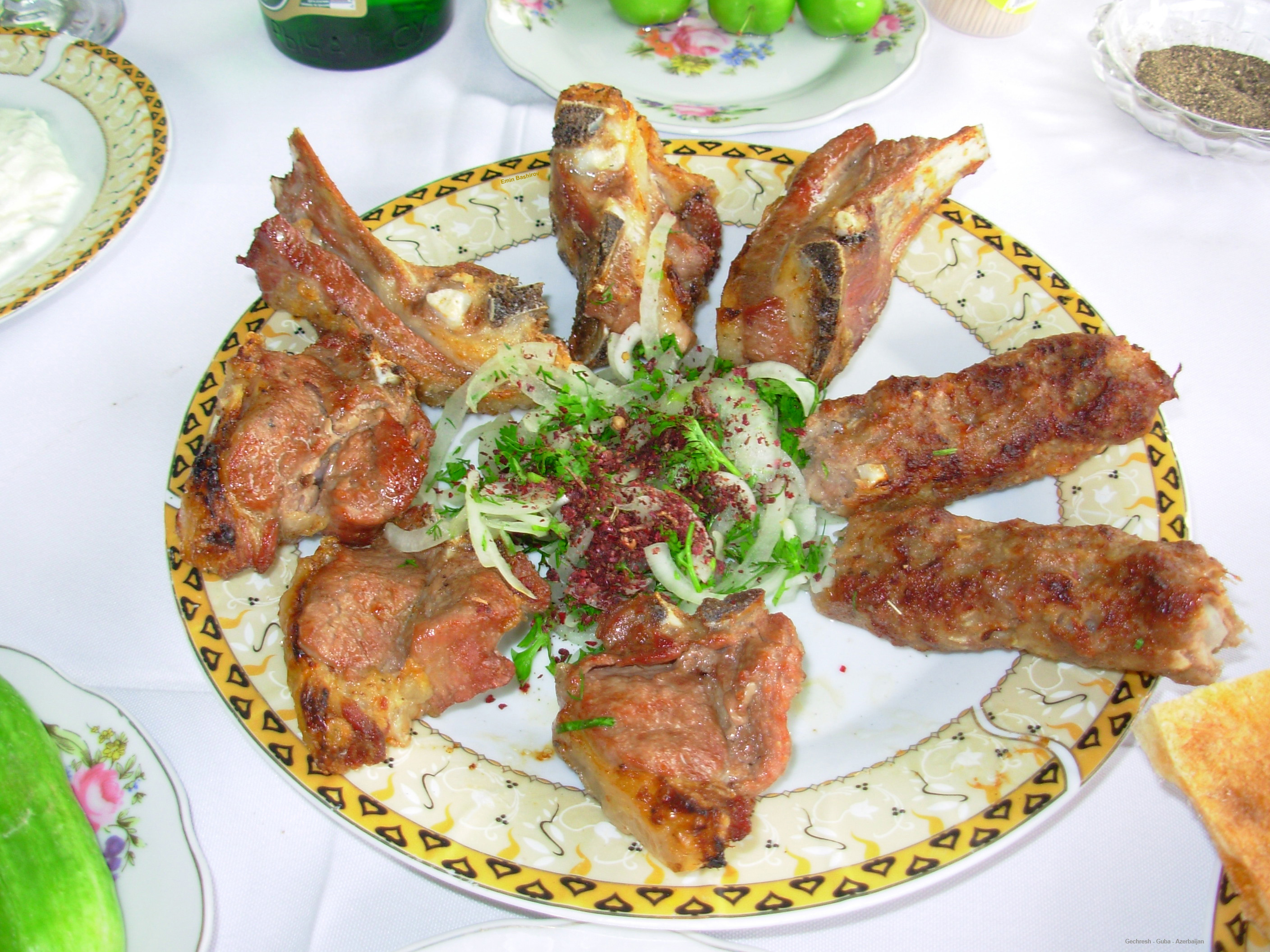
Kebab.
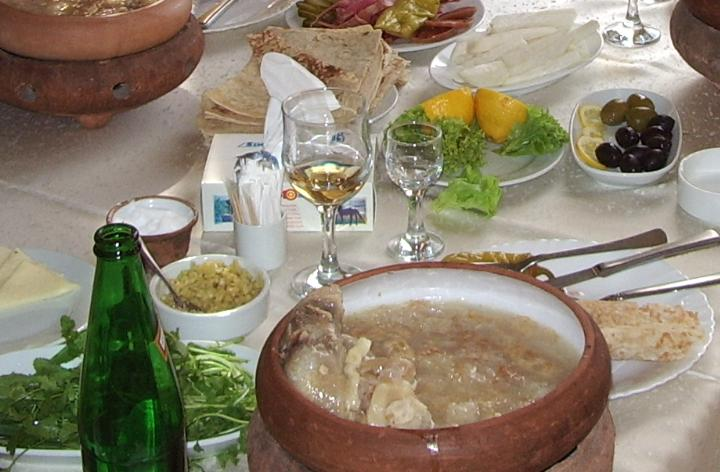
Khach.

### Viande
| prénom           | Description |
| ---------------- | --- |
| Balıq            | Poissons, généralement l'esturgeon, normalement brochette et grillés comme kebab, est servi avec une sauce grenade |
| Dolma            | La recette traditionnelle de la viande hachée d'agneau mélangée au riz et assaisonnée de menthe, de fenouil et de cannelle et enveloppée dans des feuilles de raisin (yarpaq dolması) ou des feuilles de chou (kələm dolması). Il y a aussi du chou acide dolma (turş şirin kələm dolması) et dolma avec poisson (balıq dolması). |
| Badımcan Dolması | Tomate, poivron et aubergines farcies d'agneau haché mélangées avec des pois chiches. |
| Dushbara         | Des petites boulettes farcies d'agneau et d'herbes hachées, servies dans du bouillon. |
| Lavangi          | Poulet farci ou poisson aux oignons, aux noix, aux raisins secs, aux albukhara et à l'assaisonnement d'alcha. Une spécialité de la région de Talysh dans le sud de l'Azerbaïdjan, mais très difficile à trouver dans les restaurants.                                                                                             |
| Lyulya kabab     | Un mélange de mouton, d'herbes et d'épices pressées autour d'une brochette et grillées, souvent accompagnées de lavash (fines feuilles de pain sans levain). |
| Tika kabab       | Des morceaux d'agneau marinés dans un mélange d'oignon, de vinaigre et de jus de grenade, empalés sur une grosse brochette et grillés sur le barbecue. En russe, appelé шашлык, du turcique Chachlyk (littéralement, "pour brochette").                                                                                           |

### Types de plov
Pilaf azerbaïdjanais. À gauche : gara (agneau, abricots cuits en deux, prunes, graines d'abricots). À droite : riz (partiellement coloré avec du curcuma).
Plov est l'un des plats les plus répandus en Azerbaïdjan, avec plus de 40 recettes différentes.
| Kourma plov        | Mouton avec oignon                                                  |
| Chilov plov        | Haricot Plov avec du poisson                                        |
| Sabzi Qovurma plov | L’ingrédient principal est un mélange de végétaux sautés            |
| Toyug plov         | Plov au poulet                                                      |
| Shirin plov        | Avec fruits sec                                                     |
| Sheshryanch plov   | Six couleurs, œufs cuits sur un lit d'oignons verts et blancs frits |

### Soupes
| prénom         | Description |
| -------------- | --- |
| Piti           | La soupe nationale d'Azerbaïdjan faite à partir de morceaux de mouton sur l'os, cuit avec des légumes dans un bouillon, préparés et servis dans des crochets individuels.                                                          |
| Kufta bozbash  | Une soupe aux pois avec des boulettes d'agneau et des pommes de terre bouillies. Les boulettes de viande en kufta bozbash sont larges, copieux et faites d'agneau et de riz haché, parfois avec une prunelle séchée à l'intérieur. |
| Sulu khingal   | Soupe d'agneau aux nouilles |
| Toyuq shorbasi | Soupe au poulet |
| Dovga          | Un yogourt base de soupe (Madzoun) avec l’oseille commune, Épinard, riz, pois cultivé secs et de petites boulettes de viande de mouton au sol ; servi chaud ou froid selon la saison.                                              |

## Pâtisseries
Les pâtisseries sont omniprésentes dans la cuisine azerbaïdjanaise. Auparavant, les paysans cultivaient les betteraves sucrières, ils produisaient du miel et ils l’utilisaient dans leur cuisine. Les Azéris sont fiers de leurs baklavas, chekerbouras, halvas, etc.
Les différentes confitures sont apparues grâce à la production locale du sucre. La production de sucre raffiné en Azerbaïdjan a commencé au Xe siècle. Les confitures de coings, de cornouilles, de raisins, de figue, de noix et autres fruits sont très délicieuses et sont servies avec du thé. Les sorbets préparés avec des fruits et du sucre sont servis avec des pilafs.

## Les desserts

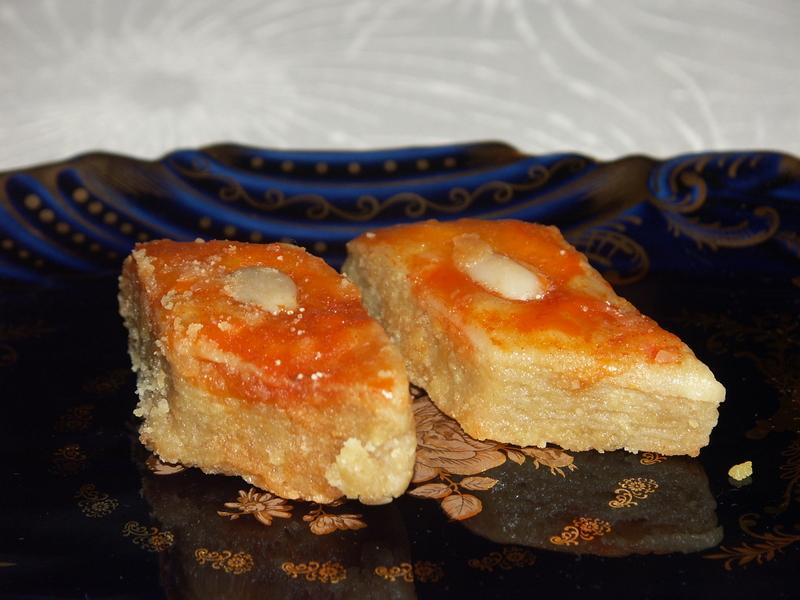
Baklava.

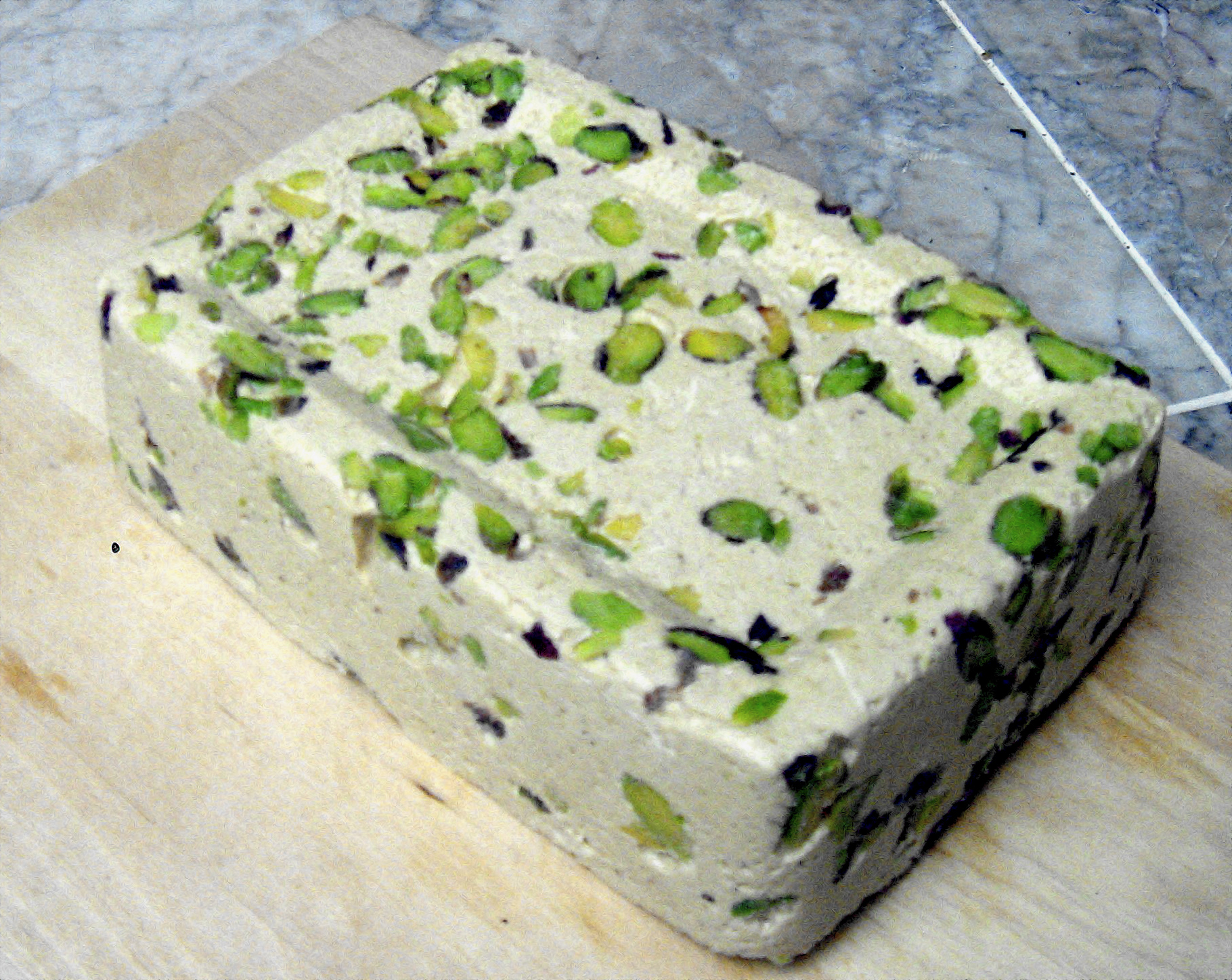
Halva à la pistache.

Les desserts typiques de l'Azerbaïdjan sont des pâtisseries collées, siropées comme le baklava et Shaki Halva. Les autres pâtisseries traditionnelles comprennent le chekerboura (en forme de croissant et rempli de noix), peshmak (bonbon en forme de tube en riz, farine et sucre), et le girmapadam (pâte remplie de noix hachées).
Les bonbons sont généralement achetés dans un pâtissier et mangés à la maison ou dans des occasions spéciales telles que les mariages et les réveils.
En mars 2009, les boulangers azerbaïdjanais ont obtenu une entrée dans le livre de disques CIS pour cuire le baklava le plus grand et le plus lourd de la CEI, pesant environ 3 tonnes. Plus de 7 000 œufs, 350 kg de noix, 20 kg d'amandes, 350 kg de sucre et la même quantité de farine ont été utilisés dans la préparation de la pâte.
| Nom          | Ingrédients |
| ------------ | --- |
| Samani halva | La Samva Halva est fabriquée à partir de blé malté et peut, être, mieux décrite comme une épicée, goose et chétive. Une tradition halva samani en Azerbaïdjan est de faire de la halva en commun, en utilisant de la farine de sept maisons. |
| Chekerboura  | Chekerboura (şəkərbura) est une pâtisserie populaire azerbaïdjanaise, remplie d'amandes moulues, de noisettes ou de noix. Chekerboura, shor gogal et pakhlava sont tous mangés à Bakou lors des vacances de printemps de Novruz.             |

## Boissons
Le thé noir est la boisson nationale d'Azerbaïdjan.
Le thé a une place très importante dans la vie quotidienne azerbaïdjanaise.
L'ayran est une boisson fraîche au yogourt mélangé avec du sel.
Le sharbat d'Azerbaïdjan (şərbət) est une boisson fraîche sucrée à base de jus de fruits mélangés ou bouillis avec du sucre, souvent parfumé à l'eau de rose. Le sorbet (à ne pas confondre avec les sorbets glaces), d'origine iranienne, peut différer considérablement de consistance, de très épais comme la confiture (comme dans la cuisine tadjik) à très léger et liquide, comme en Azerbaïdjan.
La cuisine azerbaïdjanaise est aussi riche par ses boissons alcoolisées, bières, vins et eaux-de-vie.
Les vodkas (araq en azéri) faites à base de cornouilles et de mûres sont surtout utilisées comme traitement de certaines maladies. Auparavant les Azéris préparaient une boisson appelée buzé, apparentée à la bière.
Les marques locales d'eau sont les suivantes :
| Marque        | Origine             | Zone d'origine |
| ------------- | ------------------- | -------------- |
| Badamlı       | Badamli, Nakhchivan |                |
| Sirab         | Sirab, Nakhchivan   |                |
| Şollar        | Şollar village      | Nord-est       |
| Qax (ou Kakh) | Qakh district       | Nord           |